# Montjoie-Saint-Martin
Montjoie-Saint-Martin är en kommun i departementet Manche i regionen Normandie i norra Frankrike. Kommunen ligger i kantonen Saint-James som tillhör arrondissementet Avranches. År 2022 hade Montjoie-Saint-Martin 250 invånare.

## Befolkningsutveckling
Antalet invånare i kommunen Montjoie-Saint-Martin
| Referens: INSEE |